# Гедвига Бранденбургская
Гедвига Бранденбургская (нем. Hedwig von Brandenburg; 23 февраля 1540, Кёльн-на-Шпрее — 21 октября 1602, Вольфенбюттель) — маркграфиня Бранденбургская, в замужестве герцогиня Брауншвейгская и Люнебургская, княгиня Брауншвейг-Вольфенбюттельская. Дочь курфюрста Иоахима II Бранденбургского и его второй супруги Ядвиги Ягеллонки, дочери короля Польши Сигизмунда I.
25 февраля 1560 года в Кёльне-на-Шпрее Гедвига вышла замуж за герцога Юлия Брауншвейг-Вольфенбюттельского. Молодые познакомились при дворе маркграфа Иоганна Бранденбург-Кюстринского, куда Юлий сбежал от своего сумасброда-отца Генриха II Брауншвейг-Вольфебюттельского. После примирения с отцом, с трудом признавшим брак сына с протестанткой, Юлий поселился во дворце Гессен в Остервике. Позднее Юлий отвернулся от своей супруги, попав под коварное влияние мошенников Филиппа Зёммеринга и Анны Марии Шомбах. Гедвигу описывали как набожную и скромную женщину, которая с удовольствием предавалась домашним заботам. Похоронена в церкви Святой Марии в Вольфенбюттеле.

## Потомки
В браке с Юлием Брауншвейг-Вольфенбюттельским у Гедвиги родились:
- София Гедвига (1561—1631), замужем за герцогом Эрнстом Людвигом Померанско-Вольгастским (1545—1592)
- Генрих Юлий (1564—1613), герцог Брауншвейг-Вольфенбюттеля, женат на Доротее Саксонской (1563—1587), затем на Елизавете Датской (1573—1626)
- Мария (1566—1626), замужем за герцогом Францем II Саксен-Лауэнбургским (1547—1619)
- Елизавета (1567—1618), замужем за графом Адольфом XIII Гольштейн-Шауэнбургским, затем за герцогом Кристофом Брауншвейг-Гарбургским
- Филипп Сигизмунд (1568—1623), епископ Фердена и Оснабрюка
- Маргарита (1571—1580)
- Иоахим Карл (1573—1615)
- Сабина Катарина (1574—1590)
- Доротея Августа (1577—1625), аббатиса Гандерсгеймского монастыря
- Юлий Август (1578—1617), аббат в Михаэльштайне
- Гедвига (1580—1657), замужем за герцогом Оттоном III Брауншвейг-Харбургским (1572—1641)